# Gabón en los Juegos Paralímpicos de Londres 2012
Gabón estuvo representado en los Juegos Paralímpicos de Londres 2012 por un deportista masculino. El equipo paralímpico gabonés no obtuvo ninguna medalla en estos Juegos.